# Karen A. Ritzenhoff
Karen A. Ritzenhoff (* 14. Juni 1963 in Marburg) ist eine deutsche Filmwissenschaftlerin.
Sie erwarb jeweils an der University of Minnesota 1989 den B.A. in einem individuell gestalteten abteilungsübergreifenden Studiengang Journalismus, Lateinamerikanistik, Filmwissenschaft, 1991 den M. A. an der School of Journalism and Mass Communication und 1996 den Ph.D. Hauptfach Massenkommunikation, Nebenfach Vergleichende Literaturwissenschaft. Seit 2010 ist sie Professorin am Department of Communication der Central Connecticut State University.
Ihre Forschungsinteressen sind die Apokalypse im Film, Humor und Unterhaltung in der Populärkultur und im Film des Ersten Weltkriegs, Sex auf der Leinwand verkaufen: Gender, Sexualität und Filmwissenschaft, das Erbe von Stanley Kubrick und Michael Haneke und Kriegerinnen und abweichende Frauen im zeitgenössischen Kino.

## Veröffentlichungen
- Screen Nightmares: Video, Fernsehen und Gewalt im Film. Schüren Verlag, Marburger Schriften zur Medienforschung [9], April 2009, ISBN 978-3-89472-677-5.
- Leiden, Trauma, Folter: Bildkulturen des Irakkriegs. Schüren Verlag, AugenBlick – Konstanzer Hefte zur Medienwissenschaft, November 2010, ISBN 978-3-89472-648-5. Mit Angela Krewani.
- Von Harriet zu Queen and Slim: Afro-Amerikanische Regisseurinnen und ihre neuen Bilderwelten. Schüren Verlag, Marburger Schriften zur Medienforschung [94], November 2024,[1] ISBN 978-3-7410-0422-3.